# سینمای کیپ ورد

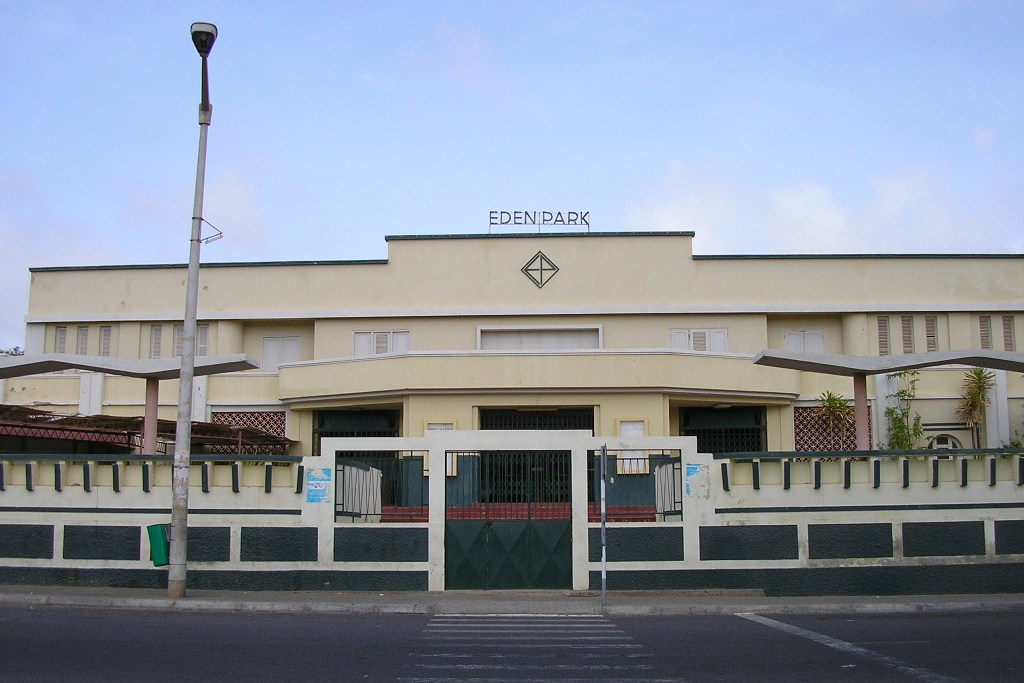
ایدن پارک تأسیس ۱۹۲۲

تاریخچه سینمای کِیپ وِرد یا دماغهٔ سبز به ورود فیلم‌سازان به این سرزمین در اوایل قرن بیستم برمی‌گردد. کیپ ورد برای قرن‌ها مستعمره پرتفال بود. در سال ۱۹۵۱ وضعیت کیپ ورد از مستعمرهٔ پرتغال به یکی از استان‌های فرادریای (ماوراء بحار) آن کشور تغییر کرد، در سال ۱۹۶۱ از طرف پرتغال به کلیهٔ ساکنان کیپ ورد تابعیت پرتغالی داده شد. جنبش‌های استقلال‌طلبانه به رهبری حزب آفریقایی برای استقلال گینهٔ بیسائو (دیگر مستعمرهٔ سابق پرتغال) و کاپ ورد که به‌اختصار PAIGC نام داشت در سال ۱۹۵۶ شکل گرفتند. طی کودتایی در سال ۱۹۷۴ در پرتغال و پس از رها شدن کیپ ورد از جرگهٔ مستعمرات پرتغال، این کشور در ۵ ژوئیه ۱۹۷۵ از پرتغال اعلام استقلال کرد. با این همه زبان و فرهنگ پرتغالی تأثیر فراوانی بر مردمان این سرزمین برجای گذارد. پرتغالی‌ها اولین فیلم‌های خبری و مستند را در کِیپ وِرد تهیه می‌کردند و حتی در سال ۱۹۲۲ اولین سالن سینما به نام ایدن پارک توسط آنان افتتاح گردید.
کِیپ وِرد دارای ۲ جشنواره سینمایی است. جشنواره بین‌المللی فیلم کِیپ وِرد که به صورت سالیانه در جزیره سال و از ۲۰۱۰ آغاز شد. جشنواره دیگر، فستیوال بین‌المللی فیلم دی‌پریا نام دارد که در جریزه سانتیاگو و از سال ۲۰۱۴ تأسیس شده‌است. مؤسس این رویداد سینمایی دنی کی پرز اولین سینماگر بومی این سرزمین است.